# Antianyag
Az antianyagban az atomot a proton, neutron és elektron helyett azok antirészecskéi, az antiproton, antineutron és pozitron építik fel. Közönséges anyaggal találkozva megsemmisül (annihiláció) mindkettő és energia szabadul fel elektromágneses sugárzás (fotonok) formájában. A folyamat fordítva is lejátszódhat, amikor nagy energiájú fotonok anyagrészecske–antianyag-részecske párokat hoznak létre.
Antianyagot (pontosabban antihidrogént) mesterségesen első ízben  a CERN-ben sikerült előállítani és megfigyelni 1995-ben (Low Energy Antiproton Ring, LEAR). Azóta sikerült antideutériummagot (antiproton és egy antineutron) is előállítani, illetve a BNL RHIC gyorsítójának STAR kísérletében antihéliumot és antihiperhéliumot is.

## Az anyag és antianyag elvi különbsége
Nincs elvi különbség az anyag és antianyag között. Ha egy részecskén töltéstükrözést hajtunk végre, akkor megkapjuk az antirészecskéjét. Vannak olyan részecskék, amelyek saját maguk antirészecskéi. Ilyenek a foton, a Z-bozon, a mezonszingulettek mezonjai és mezonoktettek egyes semleges mezonjai, mint például a semleges pion vagy az η-mezon.
Az antianyag műszerekkel megfigyelve ugyanolyan tulajdonságokat mutat, mint a közönséges anyag: ugyanazok az emissziós és abszorpciós spektrumai, mágneses tulajdonságai, tehetetlen tömege. Ezért ezen tulajdonságok csillagászati megfigyelésével nem dönthető el, hogy egy távoli galaxis a mi Földünket alkotó anyagból vagy antianyagból áll-e. Két égitest ütközésekor a szokatlanul nagy energiafelszabadulásból következtethetnénk arra, hogy az egyik égitest antianyagból van. Mivel azonban ilyeneket nem látunk, miközben a messzire eljutó kozmikus sugárzásnak vannak anyagi összetevői, ezért arra következtethetünk, hogy a megfigyelhető világegyetem zömmel anyagból áll. Az anyagnak és antianyagnak ez az aszimmetriája, amely ellentmond az ismert megmaradási tételeknek, mint a barionszám megmaradása, a fizika egyik megoldatlan problémája. Lehetséges megoldásokat a bariogenezis különféle elméletei nyújthatnak.
Filozófiai értelemben véve az "anyag" fogalmát, az antianyag is az anyag egy megjelenési formája. [forrás?]

## Felfedezése
Paul Dirac még egyetemista korában öt fontos tanulmányt publikált, majd figyelme általánosabb kérdések, a kvantummechanika és a relativitáselmélet felé fordult. Ebben a munkában Dirac felhasználta mérnöki szemléletét a közelítések alkalmazásában, amikor a pontos számítás lehetetlen volt, és amikor nem léteztek pontos mérések. Ez a szemlélet lehetővé tette Dirac számára, hogy olyan területeket kutasson, ahol más kutatók kudarcot vallottak.
Dirac főként az elméleti matematika területén végzett kutatásokat. Felhasználta azonban a más kutatók által laboratóriumokban végzett mérések eredményeit is, hogy ellenőrizze saját számításait és matematikai modelljeit.
Doktorátusi munkáját befejezve a következő öt évben Dirac mint kutató azzal küzdött Cambridge-ben, hogy ezt a két alapvető és eltérő rendszert összhangba hozza egymással.
1929-re Dirac rájött, számításai megkövetelik, hogy néhány olyan szubatomi részecske létezzen, amiket még senki nem észlelt vagy gondolt volna rá.
Azért, hogy az egyenletei a laborok által mért eredményeknek megfelelő helyes eredményt adjanak, egy sor új részecskének léteznie kellett. Ezek az új részecskék ugyanazzal a tömeggel és felépítéssel rendelkeztek, mint a korábban ismertek, csak éppen ellentétes elektromos töltésük volt. A protonok és neutronok ismertek voltak. Dirac azt a következtetést vonta le, hogy azonos tömegű, de negatív töltésű protonnak is léteznie kell. Az antiproton (vagyis lényegében az antianyag) létezését 25 évvel később a gyakorlatban is igazolták.
Ehhez hasonlóan Dirac azt is feltételezte, hogy az elektronnak is van párja, az azonos tömeggel, de pozitív töltéssel rendelkező antielektron (más néven pozitron), és semleges elektronnak (vagyis neutrínónak) is léteznie kell.
A pozitronok létezését 1933-ban igazolták, míg a neutrínók létét az 1970-es években erősítették meg, tömegüket pedig 1998-ban határozták meg japán kutatók.
1933-ban Carl Anderson (California Institute of Technology) fedezte fel a Dirac által megjósolt pozitront. Bár Dirac számára nyilvánvaló volt, hogy a Földön nem található antielektron, arra nem gondolt, hogy a világűrből érkezhetnek ilyenek. A világűrben lévő számtalan fajtájú és energiájú sugárzást kozmikus sugárzásnak nevezzük. Ezek között antielektronok is találhatók, ezeket mutatta ki Anderson, vagyis Dirac számításai helyesek voltak.
Dirac így lényegében az antianyagot fedezte fel, és rámutatott, hogy az az anyag, ami minket körülvesz, csupán a lehetséges anyagfajtáknak a felét képviseli.

## Hol van az antianyag?
Dirac ezután felvetette a kérdést, hogy lehetséges-e, hogy a világegyetem bizonyos térségei (csillagok, bolygók, akár egész galaxisok) antianyagból vannak. Ez esetben azonban a két térség határán, ahol az anyag és az antianyag találkozik, erős elektromágneses sugárzást lehetne megfigyelni, hacsak az anyag-antianyag halmazok nem szeparálódtak el teljesen. Mivel ilyet eddig nem észleltünk, ezért feltételezhetjük, hogy a látható világegyetem teljes egészében anyagból van.
Dirac anyag-antianyag modellje a félvezetők elektron-lyuk modelljéhez hasonlóan magyarázza az anyag-antianyag keletkezést, valamint az annihilációt. Modellje szerint a teret egy tökéletes térrácsként kell elképzelni, melynek rácspontjaiban részecskék ülnek, és ezen pozíciójukban nem megfigyelhetők (üres tér). Azonban ha az egyik rácspontból a részecskét kilökjük (2×m×c² energiamennyiséggel), az a mozgása révén észlelhetővé válik (anyagrészecske), azonban a rácspontban maradt hiány (lyuk) úgy fog viselkedni, mint egy majdnem minden szempontból ellentétes részecske (antirészecske). Ha a lyukba beugrik egy szomszédos rácspontban lévő részecske, akkor annak a helyén alakul ki lyuk, vagyis a lyuk (antirészecske) vándorol. Az annihiláció folyamata pedig nem más, mint amikor egy kóborló részecske beugrik egy üres rácspontba (lyuk), visszaáll a tér homogén szerkezete, és a 2×m×c² energia kisugárzódik. Ezen modell szerint a térben található minden egyes részecskének megvan az antianyag párja, vagyis az univerzumban lévő anyag mennyisége megegyezik az antianyagéval.
Sokáig nyitott kérdés volt, hogy miért van a világegyetem túlnyomó része anyagból (antianyag csak elvétve található, az is nagyenergiájú részecskék ütközése során keletkezik). Erre a kérdésre a CP (töltés-paritás) szimmetriasértés válaszol (kaonok és a jelenleg is kutatás alatt álló B-mezonok).
Az évek során az elméleti fizikusok három lehetséges okot jelöltek meg az antianyag jelenleg látható hiányának okaként:
- Feltételezzük, hogy az ősrobbanás során egyáltalán nem jött létre antianyag, csak anyag, így antianyagból csak a később keletkezett kis mennyiség található.
- Feltételezzük, hogy az ősrobbanás során anyag és antianyag egyenlő mértékben keletkezett, de ezek szétválasztódtak, tehát antianyag jelenleg is valahol nagy mennyiségben megtalálható, de tőlünk olyan nagy távolságra, hogy az számunkra nem észlelhető.
- Feltételezzük, hogy az ősrobbanás során anyag és antianyag egyenlő mértékben keletkezett, de az antianyaggal valami történt a későbbiekben, aminek okát még nem tudjuk megmagyarázni.

A fizikusok többsége a harmadik feltételezést tartja legvalószínűbbnek.
Az első feltételezés inkább csak megkerüli a problémát, anélkül, hogy az okot keresné.
A második lehetőség is reálisnak tűnik, de itt a két anyagfajta elválasztódásának oka és módja hiányzik, ami a hatalmas mennyiségek miatt nem egyszerű feladat.
Extrémebb magyarázat szerint az antianyag csupán az anyag egy eltérő megjelenése, amiben az antianyag időben visszafelé halad, ezért jelenleg nincs látható nyoma („Feynman-Stueckelberg interpretáció”).

### Téridőgörbület
Mark Hadley, a University of Warwick fizikusa (Nagy-Britannia) számításai szerint a Tejútrendszer forgó mozgása „meggörbíti” a téridőt, és ez a hatás milliószor erősebb, mint a Föld forgásából eredő hasonló hatás. Ugyanez a hatás volt érvényes az univerzum kezdeti állapotában is, amikor a részecskék elváltak egymástól.
A téridő meggörbülése (ami az idődilatációt is okozza) meghatározta, hogy a részecskék hogyan alakultak ki az Ősrobbanás után. Mivel az anyag- és antianyag-részecskék különböző tulajdonságúak, különböző módon reagáltak az idődilatációra és lebomlásuk üteme sem azonos. Egy ideje a fizikusok már megmérték ezt a különbséget, és a jelenséget elnevezték „CP-sértésnek” (CP = charge, parity - töltés és paritás), azonban az aszimmetria okát nem tudták megmagyarázni.
Hadley szerint a kísérletileg mérhető különbséget a Tejútrendszer forgása következtében létrejövő téridőgörbület okozza, és valójában a természet alapvetően szimmetrikus, és a „CP-sértés” csak látszólagos jelenség.
Az elmélet igazolására két, jelenleg is folyó kísérletsorozat eredményeit használhatják fel: az egyik a Nagy hadronütköztető, amiben részecskék ütközését vizsgálják, a másik a BaBar kísérlet a SLAC részecskelaboratóriumában a kaliforniai Stanford egyetemen.
Hadley megállapításai a 2011 júliusi Europhysics Letters újságban jelentek meg.

## Érdekesség
Amikor az anyag energiává alakul, valamennyi anyag mindig megmarad, csak az anyag egy része alakítható energiává. Az anyag-antianyag találkozásnál nem ez a helyzet, mindkettő teljes mennyisége energiává alakul. 1 gramm antianyag energiamennyisége egyenlő 1000 űrsikló külső tartályainak kémiai energiájával.